# Fun Fun
Fun Fun was een Italiaans popduoproject, oorspronkelijk bestaande uit Ivana Spagna en Angela Parisi, die tussen 1983 en 1989 enkele grote hits hadden, zoals Colour my Love, Baila Bolero en Happy Station. Nadat Ivana Spagna in 1986 een solocarrière was begonnen werd haar plaats ingenomen door Antonelle Pepe.
Opmerkelijk is dat vele nummers werden uitgebracht bij diverse platenmaatschappijen in één en hetzelfde jaar. Verder werden bij enkele nummers de gewone 7 inch vinylsingle en de 12 inch maxi vinylsingle tegelijkertijd uitgebracht bij diverse platenmaatschappijen.
Tegenwoordig zijn de platen van Fun Fun veelvuldig te horen op de radio tijdens zogenaamde Dance Classics programma's en de Top 80's van de Nederlandse publieke radiozender NPO Radio 2.

## Discografie

### Singles
| Single met eventuele hitnotering(en) in de Nederlandse Top 40 | Datum van verschijnen | Datum van binnenkomst | Hoogste positie | Aantal weken | Opmerkingen                                                 |
| ------------------------------------------------------------- | --------------------- | --------------------- | --------------- | ------------ | ----------------------------------------------------------- |
| Happy Station                                                 | 1983                  | 19-11-1983            | 4               | 9            | Nr. 8 in de Nationale Hitparade / Nr. 5 in de TROS Top 50   |
| Colour My Love                                                | 1984                  | 26-05-1984            | 10              | 8            | Nr. 15 in de Nationale Hitparade / Nr. 9 in de TROS Top 50  |
| Give Me Your Love                                             | 1984                  | 09-03-1985            | 25              | 7            | Nr. 18 in de Nationale Hitparade / Nr. 22 in de TROS Top 50 |
| Living In Japan                                               | 1985                  | 04-05-1985            | tip9            | -            |                                                             |
| Baila Bolero                                                  | 1986                  | 07-03-1987            | 22              | 5            | Nr. 17 in de Nationale Hitparade Top 100                    |
| Gimme Some Loving                                             | 1987                  | -                     |                 |              | Nr. 71 in de Nationale Hitparade Top 100                    |
| Could This Be Love                                            | 1987                  | -                     |                 |              | Nr. 85 in de Nationale Hitparade Top 100                    |
| Mega Hit Mix                                                  | 1987                  | 23-01-1988            | 5               | 9            | Nr. 4 in de Nationale Hitparade Top 100                     |

| Single met hitnotering(en) in de Vlaamse Ultratop 50 | Datum van verschijnen | Datum van binnenkomst | Hoogste positie | Aantal weken | Opmerkingen |
| ---------------------------------------------------- | --------------------- | --------------------- | --------------- | ------------ | ----------- |
| Happy Station                                        | 1983                  | 10-12-1983            | 1(2wk)          | 9            |             |
| Colour My Love                                       | 1984                  | 16-06-1984            | 8               | 7            |             |
| Give Me Your Love                                    | 1984                  | 06-04-1985            | 28              | 3            |             |
| Baila Bolero                                         | 1986                  | 11-04-1987            | 31              | 2            |             |
| Gimme Some Loving                                    | 1987                  | 11-07-1987            | 37              | 1            |             |
| Mega Hit Mix                                         | 1987                  | 06-02-1988            | 7               | 8            |             |

### Albums
| Album met eventuele hitnotering(en) in de Nederlandse Album Top 100 | Datum van verschijnen | Datum van binnenkomst | Hoogste positie | Aantal weken | Opmerkingen |
| ------------------------------------------------------------------- | --------------------- | --------------------- | --------------- | ------------ | ----------- |
| Have Fun!                                                           | 1984                  | 23-03-1985            | 40              | 6            | Bron        |

## Referentie
1. ↑  http://www.discogs.com/artist/Fun+Fun
2. ↑  Albumdossier 1969-2002 muzieklijstjes.nl, 1 juni 2022. Gearchiveerd op 6 februari 2023.

- Bibliothèque nationale de France: cb14251188v (data)
- Gemeinsame Normdatei: 6066724-2
- International Standard Name Identifier: 0000 0001 1019 0782
- Library of Congress Control Number: no98005267
- MusicBrainz: 40e7db88-da65-46c6-909d-82e48a40da4d
- Virtual International Authority File: 158128541